# Bielany (Toruń)
Bielany – część urzędowa Torunia zlokalizowana na prawobrzeżu, w północno-zachodniej części miasta. Od zachodu i północy graniczą z Barbarką, od wschodu z Wrzosami i Chełmińskim Przedmieściem, zaś od południa z Bydgoskim Przedmieściem. W 2016 roku liczba osób zameldowanych na pobyt stały na Bielanach wynosiła 4 453.
Nazwa osiedla pochodzi prawdopodobnie od charakteru okolicznych gleb – piasków. Istnieje również hipoteza, że nazwa Bielany wywodzi się od istniejących tu niegdyś bielników – blichów, w których bielono wosk i płótno.

## Geografia
Bielany leżą na wzgórzach wydmowych, ciągnących się w stronę Barbarki i dalej na północny-zachód. Większość powierzchni osiedla zajmują lasy iglaste, przeważnie sosnowe. Są oddzielone od centrum Torunia zalesionym pasem wydmowym, nazywanym laskiem bielańskim.

## Historia
Od średniowiecza do XVIII wieku na Bielanach znajdowało się miejsce straceń przestępców (tzw. Wiesiołki, Szubienicza Góra, oryg. Galgenberg).
Pod koniec XVII wieku założono folwark Bielany. W niej mieścił się Dwór Bielański, zbudowany przez gdańskiego kupca Daniela Christofa Janitzena, osiadłego w 1688 roku w Toruniu. Folwark Janitzena był połączony z folwarkiem Pawła Stranskiego, profesora Gimnazjum Akademickiego. Ulica prowadząca do folwarku nazywała się Janitzenstrasse, po 1920 roku została przemianowana na Grunwaldzką. Na cześć Janitzena 17 czerwca 1899 roku odsłonięto kamień pamiątkowy.
Po I rozbiorze Polski od 30 grudnia 1772 roku przez Bielany przechodziła granica pomiędzy Prusami a Polską. Od 1776 roku dochody z folwarku Bielany bezpośrednio wpływały do kasy miejskiej, a nie jak dotychczas były dzielone pomiędzy jej członków.
W 1900 roku do Torunia przyłączono kolonię Bielany oraz Nowe Bielany (Osiedle Reja). W 1911 roku na Bielanach zbudowano halę dla sterowców. W okresie międzywojennym pełniła funkcję bazy wojskowej. W 1920 roku utworzono przy niej III Batalion Aeronautyczny, a rok później Oficerską Szkołę Aeronautyczną (przemianowaną w 1923 roku na Szkołę Rezerwy Wojsk Balonowych). Ponadto w latach 1923–1930 na Bielanach działał I Batalion Balonowy. Po II wojnie światowej baza została zlikwidowana. Hala sterowcowa została rozebrana w latach 50. XX wieku.
Liczba mieszkańców Bielan w 1931 roku wynosiła 4 928 osób. Do 31 maja 1938 roku wzrosła ona do 8 336.

## Parafia św. Józefa
Teren Bielan znajduje się w granicach rzymskokatolickiej parafii św. Józefa. 13 listopada 1929 roku zakon redemptorystów wybudował tutaj klasztor. Parafię erygowano 29 listopada 1950 roku. Kościół św. Józefa został poświęcony 14 czerwca 1963 roku, a oddany do użytku 25 grudnia tego samego roku.

## Ważniejsze obiekty na Bielanach
- Kampus akademicki Uniwersytetu Mikołaja Kopernika (również miasteczko akademickie) – kompleks zabudowań Uniwersytetu Mikołaja Kopernika, oficjalnie otwarty 2 października 1973 roku[13]. Główne Forum kampusu mieści się u wylotu ul. Reja na ul. Gagarina[2]. Jego powierzchnia wynosi 82 ha[13]. W skład kampusu wchodzą: Aula, rektorat (oddane do użytku 31 grudnia 1972)[14], budynki Wydziału Nauk Biologicznych i Weterynaryjnych oraz Instytutu Nauk Pedagogicznych[14], Wydziału Nauk Ekonomicznych i Zarządzania[15], Wydziału Prawa i Administracji[16], Wydziału Teologicznego[17], Wydziału Nauk Historycznych (Collegium Humanisticum), Interdyscyplinarnego Centrum Nowoczesnych Technologii[15], Instytutu Psychologii UMK oraz Katedry Kognitywistyki[3], Uniwersyteckie Centrum Sportowe oraz pozostałe zaplecze sportowe[18][19], domy studenckie, hotele asystenckie[20], Akademickie Centrum Kultury i Sztuki „Od Nowa”[21].
- Stacja wodociągowa z 1894 roku przy ul. św. Józefa 37-49[2].
- Kościół św. Józefa i klasztor oo. redemptorystów[2].
- Główna siedziba Wojewódzkiego Szpitala Zespolonego im. L. Rydygiera przy ul. św. Józefa 53-59, oddana do użytku lutym 1972 roku[22][23].
- Akademia Kultury Społecznej i Medialnej w Toruniu przy ul. św. Józefa 23/35[24].
- Cmentarz Elsnerów – nieczynny cmentarz ewangelicki położony przy ul. św. Józefa 37-45. Jego powierzchnia wynosi 0,02 ha[25]. Został założony w 1811 roku[26].

### Zabytki nieruchome na Bielanach wpisane do rejestru zabytków
- Fort VII Twierdzy Toruń przy ul. Polnej 1[27]
- Fort VIII Twierdzy Toruń przy ul. Bielańskiej 65[27]
- Kampus uniwersytecki Uniwersytetu Mikołaja Kopernika w Toruniu obejmujący[28]